# Cheapside (Londyn)

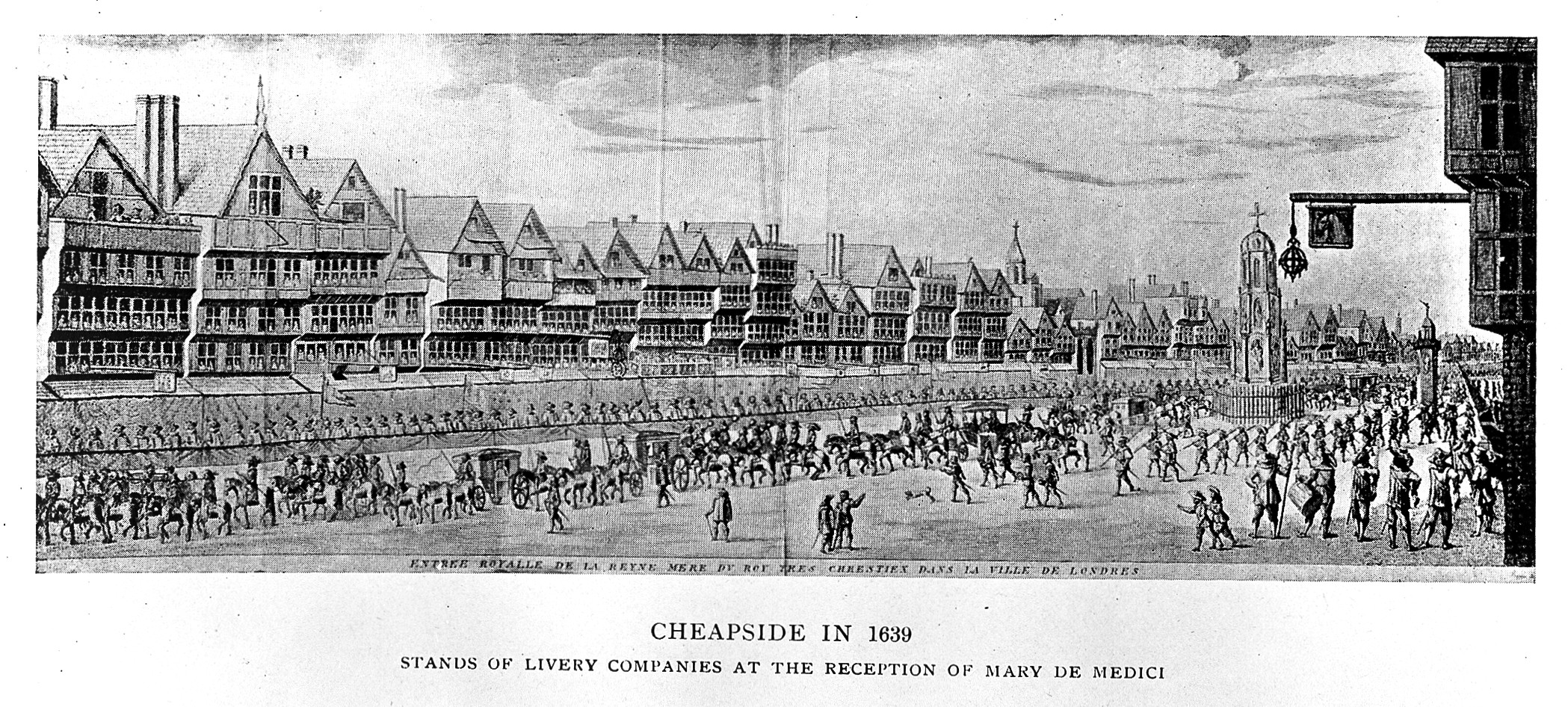
Cheapside w 1639

Cheapside – ulica w centrum Londynu, jedna z głównych ulic City of London, dawny główny ośrodek handlowy miasta.

## Historia
Bieg Cheapside wytyczono w czasach Alfreda Wielkiego, który przebudowywał i fortyfikował Londyn. Pierwotnie nazywano ją West Cheap (Westcheape). Nazwa pochodzi od staroangielskiego ceap lub chepe oznaczającego rynek, targ. Stanowiła przedłużenie Poultry biegnące do katedry św. Pawła. Była też w przeszłości znacznie szersza niż obecnie. Na obu jej końcach znajdowały się od średniowiecza ważne ujęcia wody.
Ulica stanowiła główny ośrodek handlowy miasta, mieścił się na niej targ. Rzemieślnicy i handlarze różnych profesji koncentrowali się w różnych miejscach ulicy i jej przecznic. W XIII w. król Henryk III nakazał przeniesienie stąd handlu solą, kukurydzą i rybami. Ok. 1300 znajdowało się tu 400 sklepów. Od XIV w. skoncentrowali się tutaj złotnicy (a w XVII w. Karol I Stuart próbował oczyścić ulicę ze wszystkich poza nimi), także tutaj handlowano jedwabiem. Głównym ośrodkiem handlowym miasta Cheapside pozostawała do XIX w., a z czasem przewagę nad złotnikami (którzy w czasach elżbietańskich mieli tu całe rzędy sklepów) zdobył handel przedmiotami codziennego użytku. W XVI w. na zachodnim końcu ulicy zbudowano gmach giełdy królewskiej (Royal Exchange), pełniący funkcje handlowe, od drugiej połowy XVIII w. stanowiący centrum finansowe (wówczas to swoją siedzibę znalazł tutaj Lloyd’s), w 2001 przekształcony w centrum handlowe.
Cheapside było też ważnym szlakiem komunikacyjnym między Westminsterem i londyńską Tower. Ulicę wykorzystywano także podczas licznych uroczystości, m.in. tędy przechodziły procesje koronacyjne czy uroczyste pochody z nowymi burmistrzami Londynu po ich zaprzysiężeniu. Tutaj urządzano także niekiedy egzekucje, znajdował się tu też pręgierz. Podczas turnieju urządzonego na terenie przylegającym do ulicy w 1331 zawaliła się jedna z trybun, na której znajdowała się królowa Anglii Filipa. Później królowi i jego otoczeniu podczas podobnych okazji służyła kamienna konstrukcja. Kilkakrotnie Cheapside było areną zamieszek mieszczan londyńskich, m.in. za panowania Ryszarda I Lwie Serce i Henryka VIII Tudora.
W końcu XIII w. na środku ulicy wzniesiono jeden z dwunastu krzyży Eleonory ustawionych w miejscach, w których zatrzymywał się pochód z ciałem żony Edwarda I Eleonory zmierzający do Opactwa Westminsterskiego. Kilkakrotnie go odnawiano i przerabiano (w tym po uszkodzeniach, jakich doznał w 1581), a podczas niektórych uroczystości nawet złocono. Z inicjatywy purytan jako symbol przesądów został zburzony 2 maja 1643.
W większości drewniana zabudowa Cheapside padła ofiarą wielkiego pożaru Londynu w 1666. Spłonął wówczas także znajdujące się tutaj kościoły, w tym kościół St Mary-le-Bow, który jako jedyny został następnie odbudowany według projektu Christophera Wrena. W czasach wiktoriańskich stopniowy postęp zabudowy (duże budynki mieszczące biura, magazyny i sklepy) spowodował zwężenie szerokiej niegdyś ulicy, nadal jednak była główną ulicą zakupową miasta. Ponownie większość Cheapside została zniszczona w 1941 podczas niemieckich nalotów na Londyn (w tym także po raz kolejny kościół St Mary-le-Bow). W ramach powojennej odbudowy nie zadbano o oddanie dawnego charakteru architektonicznego ulicy. Ocalały m.in. krypty kościoła St Mary-le-Bow pochodzące z lat 80. XI wieku oraz ciąg siedemnastowiecznych sklepów zbudowanych po Wielkim Pożarze w okolicy skrzyżowania z Wood Street.
Przy Cheapside urodził się John Milton, a także arcybiskup Canterbury Tomasz Becket. Mieszkał tu John Keats. Pojawia się w wielu utworach literackich – np. u Geoffreya Chaucera, Thomasa Middletona, Williama Wordswortha czy Jane Austen.
Cheapside stanowiło symboliczne centrum Londynu – rodowitym londyńczykiem (cockneyem) miała być wyłącznie osoba urodzona w zasięgu dzwonów kościoła St Mary-le-Bow.

## Galeria

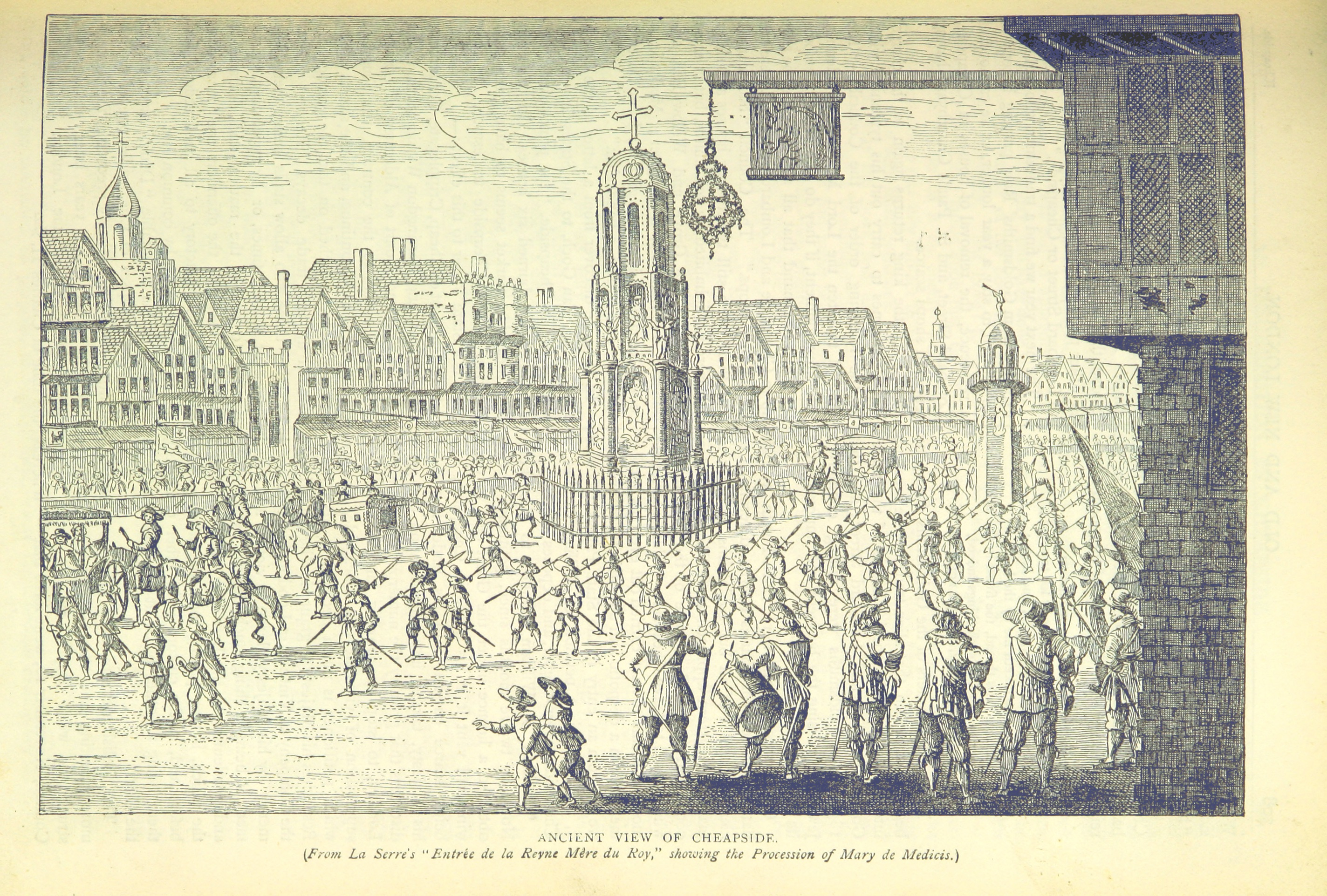
Cheapside w 1639, wjazd Marii Medycejskiej do Londynu, w środku krzyż Eleonory
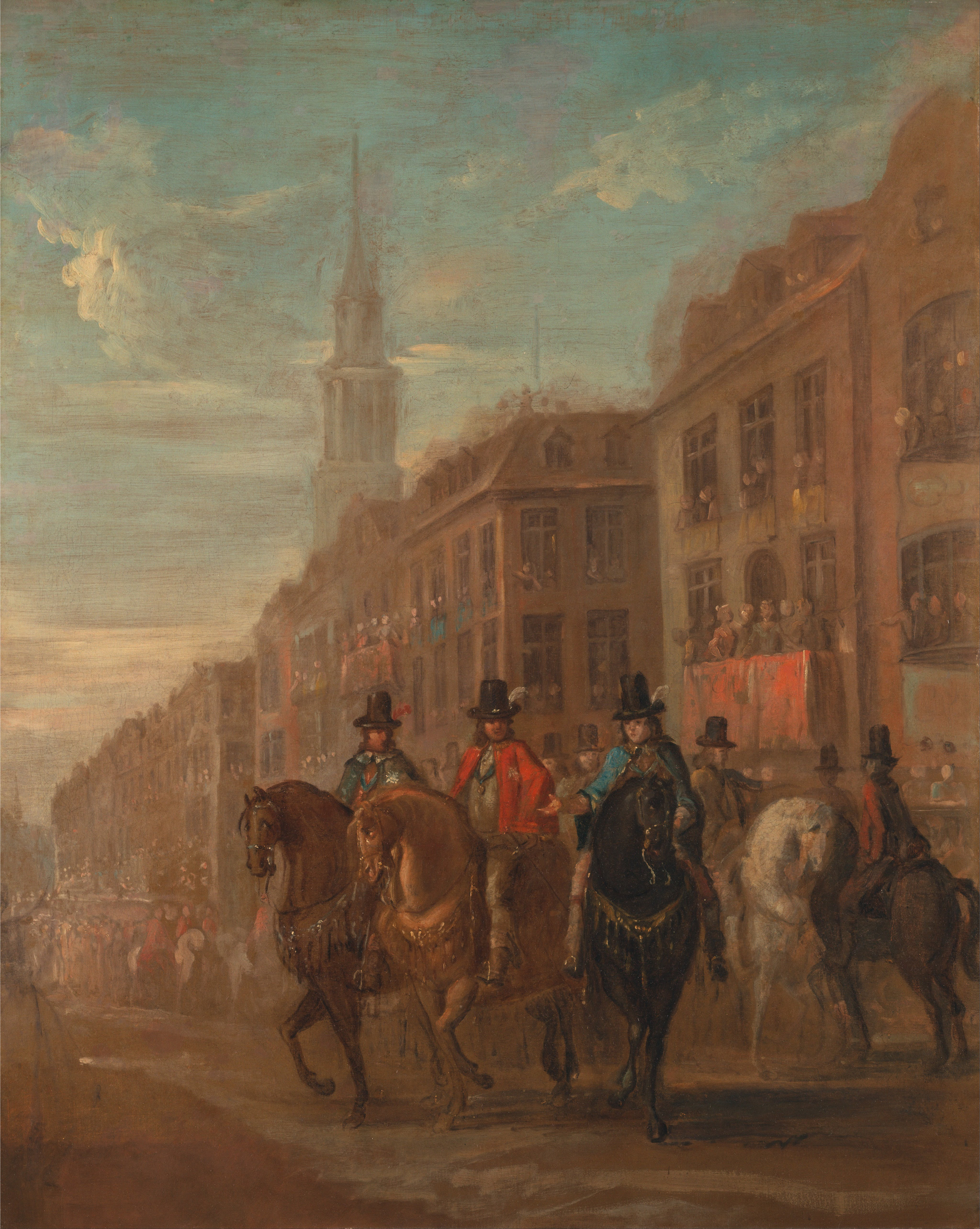
Przejazd Karola II Stuarta przez Cheapside, obraz Williama Hogartha
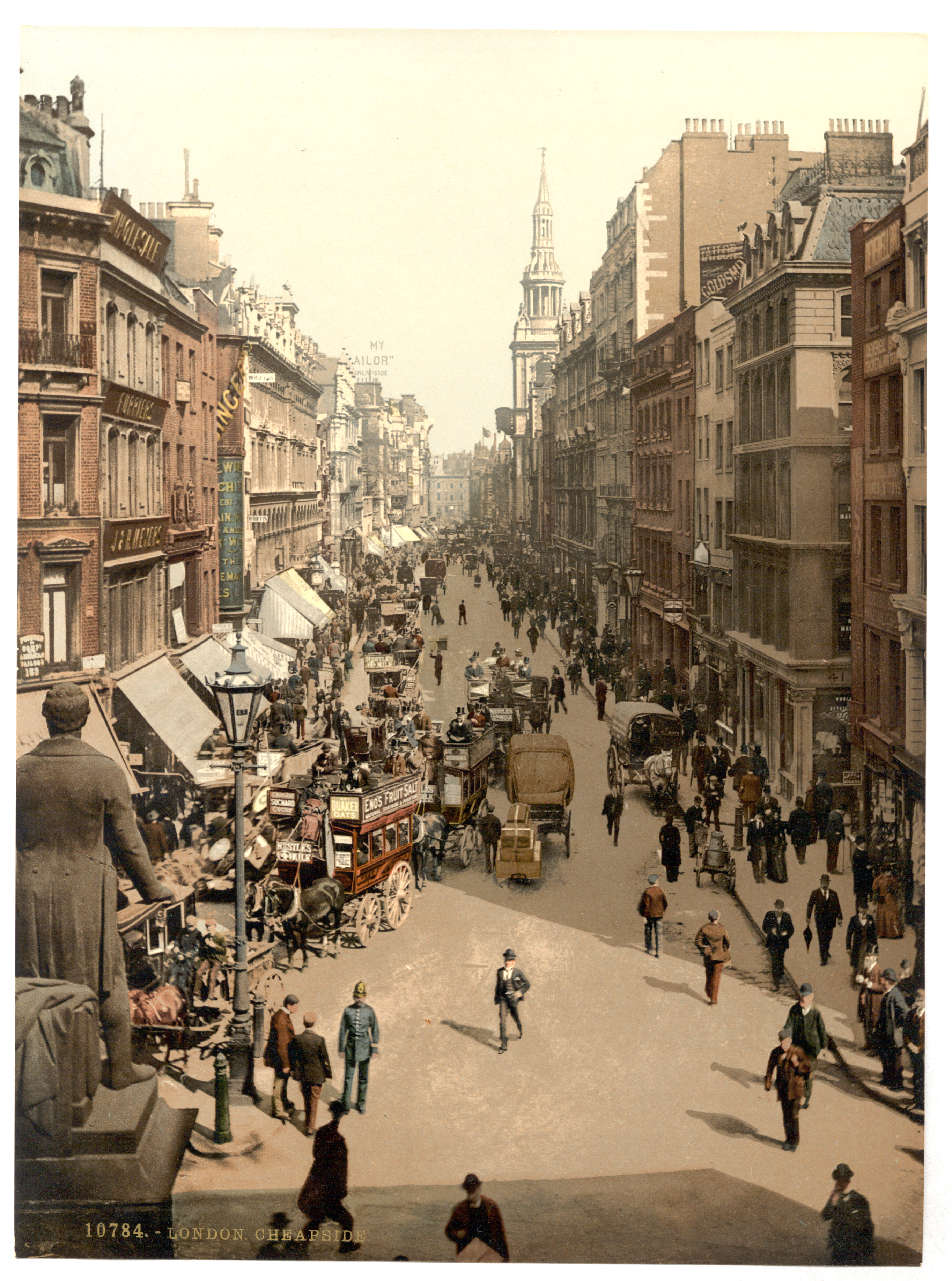
Cheapside w końcu XIX w.
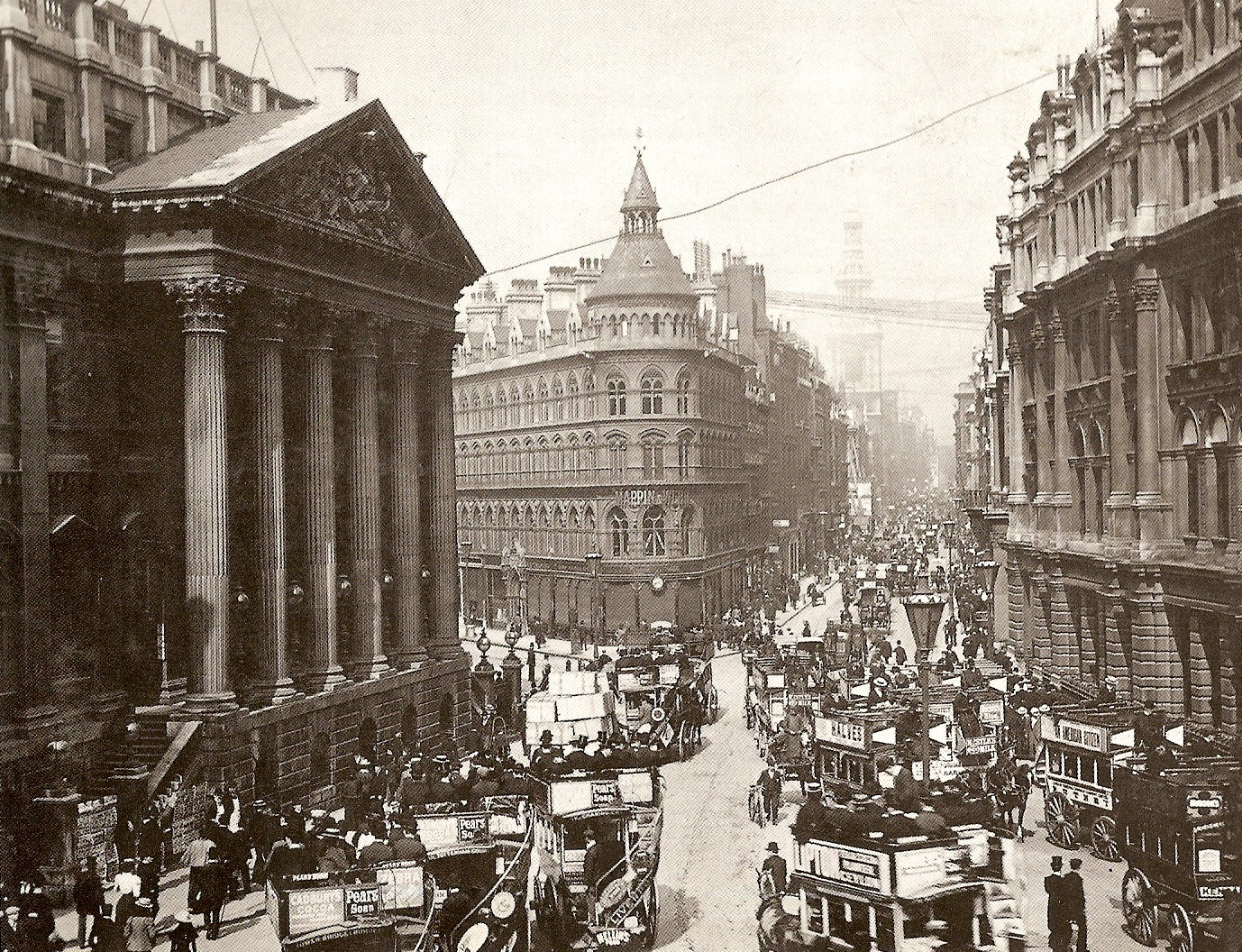
Cheapside na początku XX w.
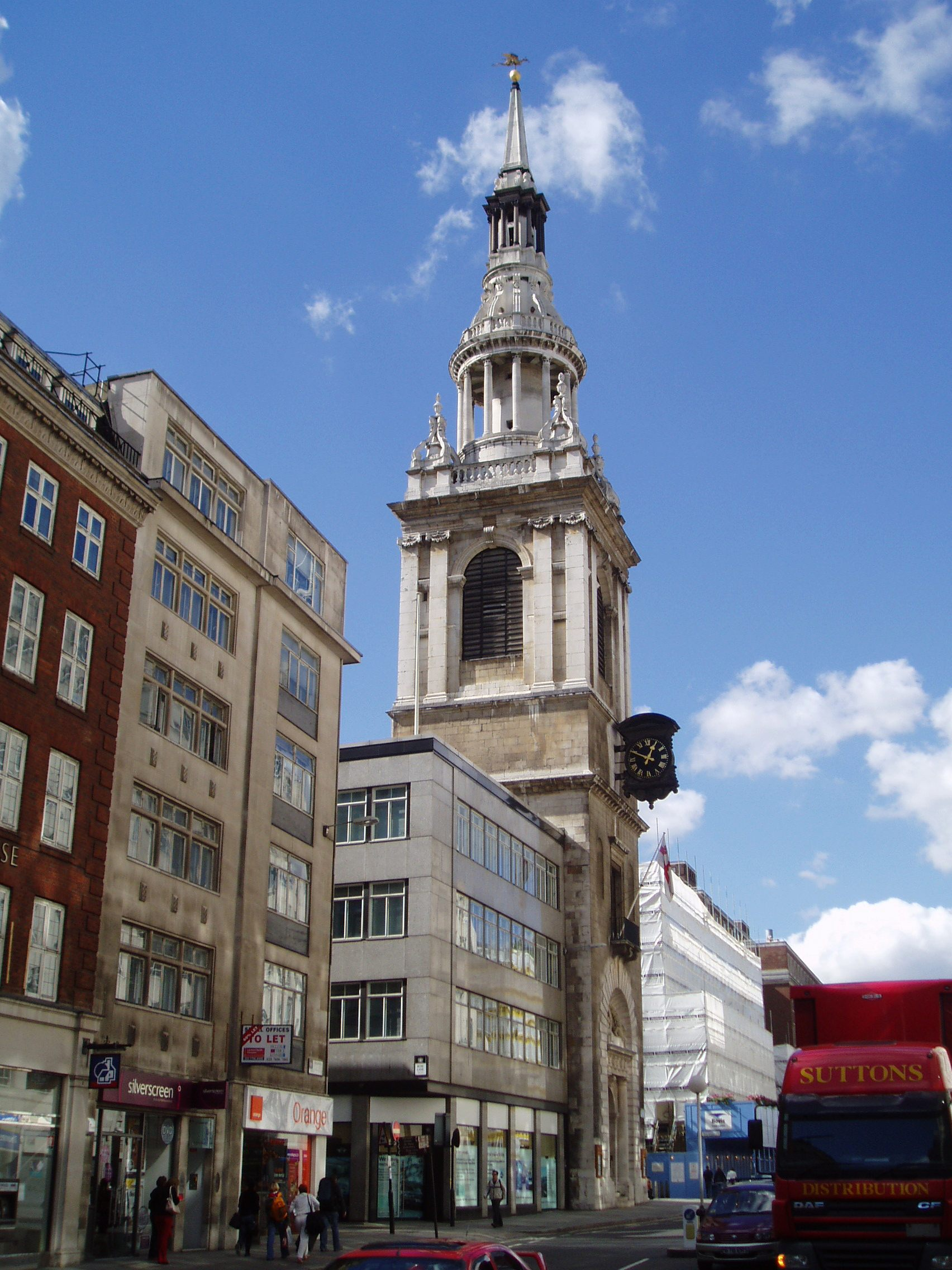
Kościół St Mary-Le-Bow przy Cheapside